# Burmistrzowie i prezydenci Tarnowa
Burmistrzowie i prezydenci Tarnowa – osoby zarządzające miastem Tarnowem na przestrzeni lat.

## Historia
Stanowisko burmistrza miasta Tarnowa powstało dopiero w okresie zaborów, kiedy władze austriackie wprowadziły mianowanych przez siebie urzędników, pełniących funkcję burmistrza (wójta lub prezydenta). Jako pierwszy objął ją, w latach 1772–1774, Mateusz Morozowicz. Najbardziej znaną postacią tego okresu był Józef Kalasanty Pędracki, trzykrotny burmistrz i ostatni urzędnik na tym stanowisku przed autonomią Galicji.  
Na mocy ustawy z dnia 12 sierpnia 1866, w marcu 1867 roku w Tarnowie przeprowadzone zostały wybory samorządowe, burmistrz był wybierany w głosowaniu spośród 35 radnych na trzyletnią kadencję. Pierwszym burmistrzem Tarnowa okresu autonomii galicyjskiej był Wojciech Bandrowski. W 1877 roku Rada Miasta została rozwiązana, a władze austriackie wprowadziły na osiem miesięcy tymczasowy zarząd komisaryczny, na którego czele stanął Władysław Krzaczkowski. W 1906 burmistrz Witold Rogoyski podał się do dymisji, przekazując tymczasowe pełnienie funkcji burmistrza swojemu zastępcy, Eliaszowi Goldhammerowi. Podczas I wojny światowej ciągłość samorządu była zachowana, z wyjątkiem okresu, gdy miasto zajęte było przez wojska rosyjskie. Ostatnim burmistrzem czasu zaborów i jednocześnie pierwszym w niepodległej Rzeczypospolitej był Tadeusz Tertil, pełniący urząd w latach 1907–1923.
W okresie dwudziestolecia międzywojennego rząd dwukrotnie wprowadzał w Tarnowie zarząd komisaryczny. Po raz pierwszy 13 lutego 1924 roku (po starciach robotników z wyprowadzonym na ulice wojskiem), gdy komisarzem został dotychczasowy burmistrz Janusz Rypuszyński, drugi raz w 1930 roku (w związku z narastającym zadłużeniem miasta), gdy na to stanowisko powołano Adama Marszałkowicza. Na mocy ustawy z 23 marca1933 roku zmienił się ustrój samorządu miasta Tarnowa. Od 13 lipca 1933 wprowadzone zostało stanowisko prezydenta miasta, i od tej chwili urząd ten pełnił, chociaż bez umocowania w postaci wyborów, Adam Marszałkowicz. Po wyborach, przeprowadzonych 10 grudnia 1933 roku, ukonstytuowała się nowa Rada Miasta, która 12 maja 1934 roku wybrała Mieczysława Brodzińskiego na urząd prezydenta Tarnowa. Pełnił on swój urząd do 6 września 1939 roku, kiedy wraz z częścią pracowników Zarządu Miasta został ewakuowany do Lwowa. Przez kilka kolejnych dni, do czasu ustanowienia administracji okupacyjnej, funkcjonował w Tarnowie zarząd tymczasowy, pod przewodnictwem byłego burmistrza, Juliana Kryplewskiego. Pierwszym okupacyjnym komisarzem miasta został Ernst Kundt.
Wkrótce po zakończeniu okupacji niemieckiej prezydentem Tarnowa został Ludwik Mysak, młody działacz Polskiej Partii Robotniczej, który przybył do miasta wraz z Armią Czerwoną. Po kilku miesiącach, 1 czerwca 1945 roku, zmienił go Eugeniusz Sit, przedwojenny działacz Polskiej Partii Socjalistycznej. W 1950 na podstawie ustawy o terenowych organach jednolitej władzy państwowej, urząd prezydenta miasta został zniesiony, a organem wykonawczym i zarządzającym stało się Prezydium Miejskiej Rady Narodowej, na którego czele stał przewodniczący wybierany przez Miejską Radę Narodową. Pierwszym przewodniczącym Prezydium Miejskiej Rady Narodowej został dotychczasowy prezydent Jan Pałka. Urząd prezydenta przywróciła ustawa z dnia 29 listopada 1972. Z dniem 1 stycznia 1973 zniesiono dotychczas istniejące Prezydium Miejskiej Rady Narodowej wprowadzając w jej miejsce Urząd Miejski, którym kierował prezydent powoływany przez Prezesa Rady Ministrów.
Urząd prezydenta miasta jako samorządowego organu wykonawczego reaktywowano po przemianach ustrojowych w 1990 roku. Pierwszą osobą na tym urzędzie został Mieczysław Bień. On również został wybrany w pierwszych bezpośrednich wyborach w 2002 roku. Od 2024 roku funkcję tę pełni Jakub Kwaśny.

## Lista burmistrzów i prezydentów Tarnowa

### Galicja
Burmistrzowie miasta Tarnowa w latach 1772–1967:
| Imię i nazwisko                        | od            | do              |
| -------------------------------------- | ------------- | --------------- |
| Mateusz Morozowicz                     | 1772          | 1774            |
| Andrzej Ciepiszowski wójt              | 1780          | 1784            |
| Kazimierz Wohlleber wójt               | 1785          | 1785            |
| Stanisław Mayer prezydent              | 1786          | 1787            |
| Andreas Szikszay                       | 1817          | 1817            |
| Franciszek Baldini                     | 1819          | 1838            |
| Franciszek Wotawa tymczasowy naczelnik | 1839          | 1839            |
| Ignacy Hingler                         | 1841          | 1847            |
| Adolf Koschina                         | 1848          | 1850            |
| Antoni Seeman                          | 1851          | 1855            |
| Adam Morawski                          | 1856          | 1857            |
| Józef Kalasanty Pędracki               | 1858          | 1861            |
| Franciszek Lorber                      | 1861          | 1862            |
| Józef Kalasanty Pędracki               | 1862          | 9 kwietnia 1864 |
| Edward Ganszer                         | 1864          | 1866            |
| Józef Kalasanty Pędracki               | listopad 1866 | 1867            |

Burmistrzowie Tarnowa w okresie autonomii galicyjskiej:
| Zdjęcie | Imię i nazwisko                         | od                            | do                               |
| ------- | --------------------------------------- | ----------------------------- | -------------------------------- |
|         | Wojciech Bandrowski                     | 12 maja 1867                  | 25 sierpnia 1870                 |
|         | Feliks Jarocki                          | 12 września 1870              | 10 listopada 1873                |
|         | Klemens Rutowski                        | 28 grudnia 1873               | 24 marca 1877                    |
|         | Władysław Krzaczkowski komisarz rządowy | 4 kwietnia 1877               | 29 listopada 1877                |
|         | Aleksander Wisłocki                     | grudzień 1877                 | 5 lutego 1884                    |
|         | Witold Rogoyski p.o. Eliasz Goldhammer  | 5 lutego 1884 13 grudnia 1906 | 13 grudnia 1906 14 stycznia 1907 |
|         | Tadeusz Tertil                          | 14 stycznia 1907              | 30 października 1918             |

### II Rzeczypospolita
Burmistrzowie i prezydenci Tarnowa w okresie II Rzeczypospolitej:
| Imię i nazwisko                                | od                   | do                   |
| ---------------------------------------------- | -------------------- | -------------------- |
| Tadeusz Tertil burmistrz                       | 30 października 1918 | 25 października 1923 |
| Janusz Rypuszyński burmistrz, komisarz rządowy | 3 grudnia 1923       | 27 listopada 1926    |
| Julian Kryplewski burmistrz                    | 30 listopada 1926    | czerwiec 1929        |
| Michał Skowroński burmistrz                    | 1 października 1929  | 29 grudnia 1930      |
| Adam Marszałkowicz komisarz rządowy, prezydent | 29 grudnia 1930      | 14 lutego 1934       |
| Mieczysław Brodziński prezydent                | 12 maja 1934         | 6 września 1939      |

### Polska Ludowa
Prezydenci miasta Tarnowa w okresie Polski Ludowej:
| Imię i nazwisko       | Funkcja                                           | od             | do                   |
| --------------------- | ------------------------------------------------- | -------------- | -------------------- |
| Ludwik Mysak          | prezydent                                         | styczeń 1945   | 31 maja 1945         |
| Eugeniusz Sit         | prezydent                                         | 1 czerwca 1945 | 22 października 1947 |
| Kazimierz Jaroszewski | prezydent                                         | 1947           | 1949                 |
| Jan Pałka             | prezydent                                         | 1949           | 1950                 |
| Ludwik Razowski       | przewodniczący Prezydium Miejskiej Rady Narodowej | 1951           | 1952                 |
| Stefan Seweryn        | przewodniczący Prezydium Miejskiej Rady Narodowej | 1952           | 1954                 |
| Władysław Wolski      | przewodniczący Prezydium Miejskiej Rady Narodowej | 1954           | 1956                 |
| Jan Golemo            | przewodniczący Prezydium Miejskiej Rady Narodowej | 1956           | 1958                 |
| Józef Klose           | przewodniczący Prezydium Miejskiej Rady Narodowej | 1958           | 1971                 |
| Zenon Musiał          | przewodniczący Prezydium Miejskiej Rady Narodowej | 1971           | 1975                 |
| Jerzy Szmyd           | prezydent                                         | 1975           | 1982                 |
| Mieczysław Strzelecki | prezydent                                         | 1982           | 1990                 |

### III Rzeczypospolita
Prezydenci Tarnowa w okresie III RP:
| Kadencja | Imię i nazwisko                               | od                              | do                            |
| -------- | --------------------------------------------- | ------------------------------- | ----------------------------- |
| I        | Mieczysław Bień                               | 1990                            | 1994                          |
| II       | Roman Ciepiela                                | 1994                            | 1998                          |
| III      | Józef Rojek                                   | 1998                            | 18 listopada 2002             |
| IV       | Mieczysław Bień                               | 18 listopada 2002               | 4 grudnia 2006                |
| V        | Ryszard Ścigała p.o. Henryk Słomka-Narożański | 4 grudnia 2006 27 września 2013 | 4 grudnia 2014 4 grudnia 2024 |
| VI       | Ryszard Ścigała p.o. Henryk Słomka-Narożański | 4 grudnia 2006 27 września 2013 | 4 grudnia 2014 4 grudnia 2024 |
| VII      | Roman Ciepiela p.o. Dorota Krakowska          | 4 grudnia 2014 20 kwietnia 2020 | 6 maja 2024 25 maja 2020      |
| VIII     | Roman Ciepiela p.o. Dorota Krakowska          | 4 grudnia 2014 20 kwietnia 2020 | 6 maja 2024 25 maja 2020      |
| IX       | Jakub Kwaśny                                  | 6 maja 2024                     | obecnie                       |